# Área urbana de Vall de Uxó
El área urbana de Vall de Uxó situada en el sureste de la provincia de Castellón, ocupa un área de 272,2 km² que engloba a 10 municipios (Vall de Uxó, Nules, Moncófar, Almenara, Villavieja, Chilches, Artana, La Llosa, Alfondeguilla y Eslida), abarcando a una población total de 71,502 habitantes (INE 2024) y con una densidad de 272,2 hab/km². 
La proximidad del conjunto urbano de Castellón de la Plana - Villarreal con el área urbana de Vall de Uxó, facilita la formación de un entramado urbano aún más amplio en forma de conurbación, conocida a menudo como área metropolitana de Castellón de la Plana - Vall de Uxó.

## Consorcio Gestor del Pacto Territorial por el Empleo de la Plana Baja
Constituido por las administraciones públicas de los 10 ayuntamientos, este fue creado con el objetivo de diseñar, promocionar y gestionar las acciones y programas que en su seno se aprueben para la creación de empleo, la inserción sociolaboral y el desarrollo económico, empresarial y social en el ámbito territorial perteneciente a los municipios consorciados. 
Castelló Sud es la otra gran área que consiste en la promoción turística y cultural del conjunto de municipios, donde se realizan actividades durante todo el año donde se promocionan aspectos como la gastronomía, cultura o patrimonio. 
En la actualidad la presidente del Consorcio es el concejal de la Vall d'Uixó, Jorge García, que sustituyó a Tania Baños en febrero de 2025. Por otro lado la alcaldesa de Villavieja Carmen Navarro ostentó el cargo de vicepresidenta hasta junio de 2025 que dejó el cargo de alcadesa y el puesto quedo vacante.
Municipios adscritos
| Municipio               | Alcalde             | Representante       | Partido       |
| ----------------------- | ------------------- | ------------------- | ------------- |
| Vall de Uxó             | Tania Baños         | Jorge García        | PSOE          |
| Nules                   | David Garcia        | Rosa Ventura (+N)   | CeN           |
| Moncófar                | Wenceslao Alós      | Luís Angel Agreda   | PP            |
| Almenara                | Estíbaliz Pérez     | Estíbaliz Pérez     | PSOE          |
| Villavieja              | Ana Belén Carratalà | Ana Belén Carratalà | PP            |
| Chilches                | Ismael Minguet      | Ismael Minguet      | PP            |
| Artana                  | Enrique Vilar       | Enrique Vilar       | PP            |
| La Llosa                | Ximo Llopis         | Ximo Llopis         | PP            |
| Alfondeguilla           | Salvador Ventura    | Salvador Ventura    | PP            |
| Eslida                  | Lucía Doñate        | Lucía Doñate        | PSOE          |
| Integrantes sindicales: |                     |                     |               |
| Albert Fernández        | Albert Fernández    | CCOO-PV             | CCOO-PV       |
| Sebastián Pulido        | Sebastián Pulido    | CCOO                | CCOO          |
| Vicente Chiva           | Vicente Chiva       | UGT                 | UGT           |
| Salvador Serrano        | Salvador Serrano    | CEV-Castellón       | CEV-Castellón |

## Demografía
La Vall d'Uixó concentra casi la mitad de habitantes (44.6%), no obstante en los últimos años su población se ha ido estancando, a diferencia de los municipios costeros como Nules, Almenara, Chilches o Moncófar (sobre todo este último), han ido ganando población año tras año. La zona menos poblada es la de la Sierra de Espadán, es decir, los municipios de Artana, Alfondeguilla o Eslida. 
| Municipio     | Población (INE 2024) | Extensión | Densidad        |
| ------------- | -------------------- | --------- | --------------- |
| Vall de Uxó   | 31.884 hab.          | 67.1 km²  | 471.10 hab./km² |
| Nules         | 14.062 hab.          | 50.5 km²  | 273.80 hab./km² |
| Moncófar      | 8.011 hab.           | 14.5 km²  | 534.27 hab./km² |
| Almenara      | 6.710 hab.           | 27.6 km²  | 238.80 hab./km² |
| Chilches      | 3.094 hab.           | 13.6 km²  | 232.63 hab./km² |
| Villavieja    | 3.073 hab.           | 6.2 km²   | 495.80 hab./km² |
| Artana        | 1.971 hab.           | 36.3 km²  | 54,54 hab./km²  |
| La Llosa      | 1.042 hab.           | 10.0 km²  | 100.30 hab./km² |
| Alfondeguilla | 870 hab.             | 28.3 km²  | 30.84 hab./km²  |
| Eslida        | 785 hab.             | 18.10 km² | 41.87 hab./km²  |
| Total         | 71.502 hab.          | 272.2 km² | 262.68 hab./km² |

### Evolución de la población
| 2000 | 59.522 | 2010 | 69.833 | 2020 | 68.077 |
| 2001 | 60.079 | 2011 | 69.930 | 2021 | 68.495 |
| 2002 | 60.984 | 2012 | 69.890 | 2022 | 69.060 |
| 2003 | 62.175 | 2013 | 69.400 | 2023 | 70.445 |
| 2004 | 62.800 | 2014 | 68.608 | 2024 | 71.502 |
| 2005 | 63.945 | 2015 | 68.119 |      |        |
| 2006 | 65.357 | 2016 | 67.821 |      |        |
| 2007 | 66.739 | 2017 | 67.480 |      |        |
| 2008 | 68.392 | 2018 | 67.332 |      |        |
| 2009 | 69.329 | 2019 | 67.645 |      |        |

## Política
| Municipio     | PP     | PP   | PSOE   | PSOE | INDEPENDIENTES | INDEPENDIENTES | COMPROMÍS | COMPROMÍS | VOX   | VOX  | UNIDES PODEM | UNIDES PODEM | +N    | +N   | C'S   | C'S  | EUPV  | EUPV |
|               | Votos  | Con. | Votos  | Con. | Votos          | Con.           | Votos     | Con.      | Votos | Con. | Votos        | Con.         | Votos | Con. | Votos | Con. | Votos | Con. |
| ------------- | ------ | ---- | ------ | ---- | -------------- | -------------- | --------- | --------- | ----- | ---- | ------------ | ------------ | ----- | ---- | ----- | ---- | ----- | ---- |
| Alfondeguilla | 406    | 4    | 91     | 1    |                |                | 164       | 2         |       |      |              |              |       |      |       |      |       |      |
| Almenara      | 791    | 3    | 1.570  | 6    |                |                | 931       | 4         |       |      |              |              |       |      |       |      |       |      |
| Artana        | 672    | 5    | 615    | 4    |                |                |           |           |       |      |              |              |       |      |       |      |       |      |
| Chilches      | 927    | 7    | 523    | 4    |                |                | 83        | 0         | 80    | 0    |              |              |       |      |       |      | 126   | 0    |
| Eslida        | 215    | 3    | 243    | 4    |                |                |           |           |       |      |              |              |       |      |       |      |       |      |
| La Llosa      | 410    | 4    | 202    | 2    | 104            | 1              |           |           |       |      |              |              |       |      |       |      |       |      |
| Moncófar      | 1.759  | 7    | 899    | 3    |                |                | 614       | 2         | 272   | 1    | 220          | 1            |       |      |       |      |       |      |
| Nules         | 1.689  | 4    | 1.501  | 3    | 2.693          | 7              |           |           | 850   | 2    |              |              | 402   | 1    |       |      |       |      |
| Vall de Uxó   | 6.051  | 8    | 6.440  | 9    | 442            | 0              | 1.488     | 2         | 1136  | 1    | 1312         | 1            |       |      | 163   | 0    |       |      |
| Villavieja    | 598    | 3    | 974    | 5    | 496            | 3              |           |           | 144   | 0    |              |              |       |      |       |      |       |      |
| TOTAL         | 13.518 | 48   | 13.058 | 41   | 3.898          | 11             | 3.280     | 10        | 2482  | 4    | 1532         | 2            | 402   | 1    | 163   | 0    | 126   | 0    |

## Geografía
El territorio se divide en dos grandes áreas, la plana, donde se encuentran los municipios de Almenara, La Llosa, Chilches, Moncófar, Nules y Villavieja; y la Sierra de Espadán, donde están los municipios de Vall de Uxó, Alfondeguilla, Artana y Eslida. 
En cuanto a la superficie, La Vall d'Uixó (67.1 km²) y Nules (50.5 km²) ocupan casi la mitad del territorio.  
En la costa encontramos distintos humedales como els Estanys de Almenara o la marjal de la Llosa y Chilches además de campos de naranjos sobre todo en Moncófar y Nules. Por otra parte en la sierra de Espadán se encuentran montañas como Pipa (591 m), Font de Cabres (637 m) o el Puntal de Artana (693 m) entre otros. 
Los ríos o ramblas más importantes son el Belcaire, la Rambla de Cerverola o el Barranco Rodador. 

## Transportes
Las vías más importantes son la A-7, que transcurre por los municipios de Almenara, Vall de Uxó y Villavieja y Nules, la CV-10, autovía autonómica entre Villavieja y La Jana, la AP-7 con acceso y salida en Moncófar y la carretera N-340, que recorre los municipios costeros. 
Otras carreteras de gran importancia son la CV-230 entre Soneja y Chilches o la CV-223 enlazando la CV-10 con Artana, Eslida y otros municipios de la Sierra de Espadán hasta llegar a Onda. 
La línea C-6 de cercanías discurre por Almenara, La Llosa, Chilches, Moncófar, y Nules, conectando los municipios de la mancomunidad con Castellón, Valencia o Sagunto. En la estación de Nules también efectúan paradas trenes de media distancia con destino Tortosa.  
Por último, la compañía de autobuses AVSA dispone de la L-320 (Vall de Uxó-Valencia), el bus que conecta la playa de Moncófar con el pueblo y su estación durante el verano y el servicio de bus urbano en la Vall, con 2 líneas. HICID se encarga de realizar la L-360 (Alfondeguilla-Vall d'Uixó-Castelló), L-361 (Platja de Moncofa-Castelló), L-362 (Platja d'Almenara-Almenara), L-363 (Vall d'Uixó-Platja de Xilxes) y L-364 (Vall d'Uixó-Platja de Moncofa) y Massabus se tiene concesionado el bus urbano de Nules.    

## Sanidad
La mayoría de municipios se integran en el Departamento de Salud de La Plana, excepto Chilches, La Llosa y Almenara que les corresponde el departamento de Sagunto.
Existen 4 zonas básicas de salud: Artana (Ahín*, Artana y Eslida); Nules (Moncófar, Nules y Villavieja); Vall de Uxó (Alfondeguilla y Vall de Uxó) y Almenara (Almenara, Chilches y La Llosa). 
En los 10 municipios existen farmacias, incluso en los núcleos de población marítimos que dan servicio en los meses de verano, Vall de Uxó es la que tiene un mayor número con 12, seguido de Nules (5) y Almenara (4). 
En 2003 la Generalitat prometió construir un hospital comarcal en Vall d'Uixó con el fin de descongestionar el de la Plana presentándose en 2011 una maqueta, por el momento, no hay indicios de que se vaya a construir. 